# Metro Manila (pel·lícula)
Metro Manila és una pel·lícula dramàtica britànica del 2013 dirigida per Sean Ellis, ambientada a les Filipines i amb diàlegs principalment en tagal. Ellis també va coproduir i coescriure la pel·lícula. La pel·lícula va ser seleccionada com a candidatura britànica a la millor pel·lícula en llengua estrangera als 86ns premis Oscar, però no va ser nominada. S'ha doblat i subtitulat al català.